# Атанас Атанасов (есперантист)
Вижте пояснителната страница за други личности с името Атанас Атанасов.
Атанас Данчев (Данев) Атанасов с псевдоним АДА е български есперантист.

## Биография
Атанас Атанасов е роден 14 февруари 1892 година в София. През 1910 година създава и ръководи студентска есперантска група в Софийския университет. През 1911 година е секретар на Българската есперантска лига. В 1914 година завършва висшето си образования със специалност славянска филология и литература.
През  Балканската война е доброволец в Македоно-одринското опълчение, във 2-ра рота на 11-а серска дружина. Награден е с кръст „За храброст“ ІV степен. През Първата световна война е запасен поручик в Първи пехотен софийски полк. За отличия и заслуги през третия период на войната е награден с два ордена за „За храброст“ ІV степен и орден „Свети Александър“ V степен.
След войните за национално обединение от 1920 до 1926 година е подпредседател на Българската есперантска асоциация и редактор на нейното периодично издание „Български есперантист“. От 1927 до 1928 година е президент на асоциацията. Атанасов пише учебници, един от които има 7 издания и 36 000 екземпляра. Неговият българо-есперантски речник с 30 510 думи излиза през 1961 година в София, в държавното издателство „Наука и изкуство“. Превежда на есперанто „Гераците“ на Елин Пелин.
Почива в София на 23 март 1981 година.